# Ong đá
Ong đá hay còn gọi là ong mật Hy Mã Lạp Sơn (Danh pháp khoa học: Apis dorsata laboriosa) là một phân loài ong có kích thước cơ thể lớn nhất trong loài ong mật. Cơ thể chúng có màu đen và sọc trắng ở bụng. Chúng còn được biết đến là loài ong có tổ lớn nhất, với lượng mật khổng lồ, chúng thường chỉ xây một bánh tổ ở dưới các vách đá có độ cao 1.200m trở lên so với mực nước biển, do tổ lớn nên dự trữ mật nhiều nhất, thường từ 40 – 60 kg mật/bánh tổ. Loài ong này đang có nguy cơ bị tuyệt chủng cao.